# Strambino
Strambino (piemontesisch Strambin) ist eine Gemeinde in der italienischen Metropolitanstadt Turin (TO), Region Piemont.

## Lage und Einwohner
Strambino liegt 44 km nordöstlich von Turin. Das Gemeindegebiet umfasst eine Fläche von 22 km² und hat 6047 Einwohner (Stand 31. Dezember 2023). Die Nachbargemeinden sind Ivrea, Romano Canavese, Caravino, Vestignè, Mercenasco, Vische und Candia Canavese.

## Gemeindepartnerschaft

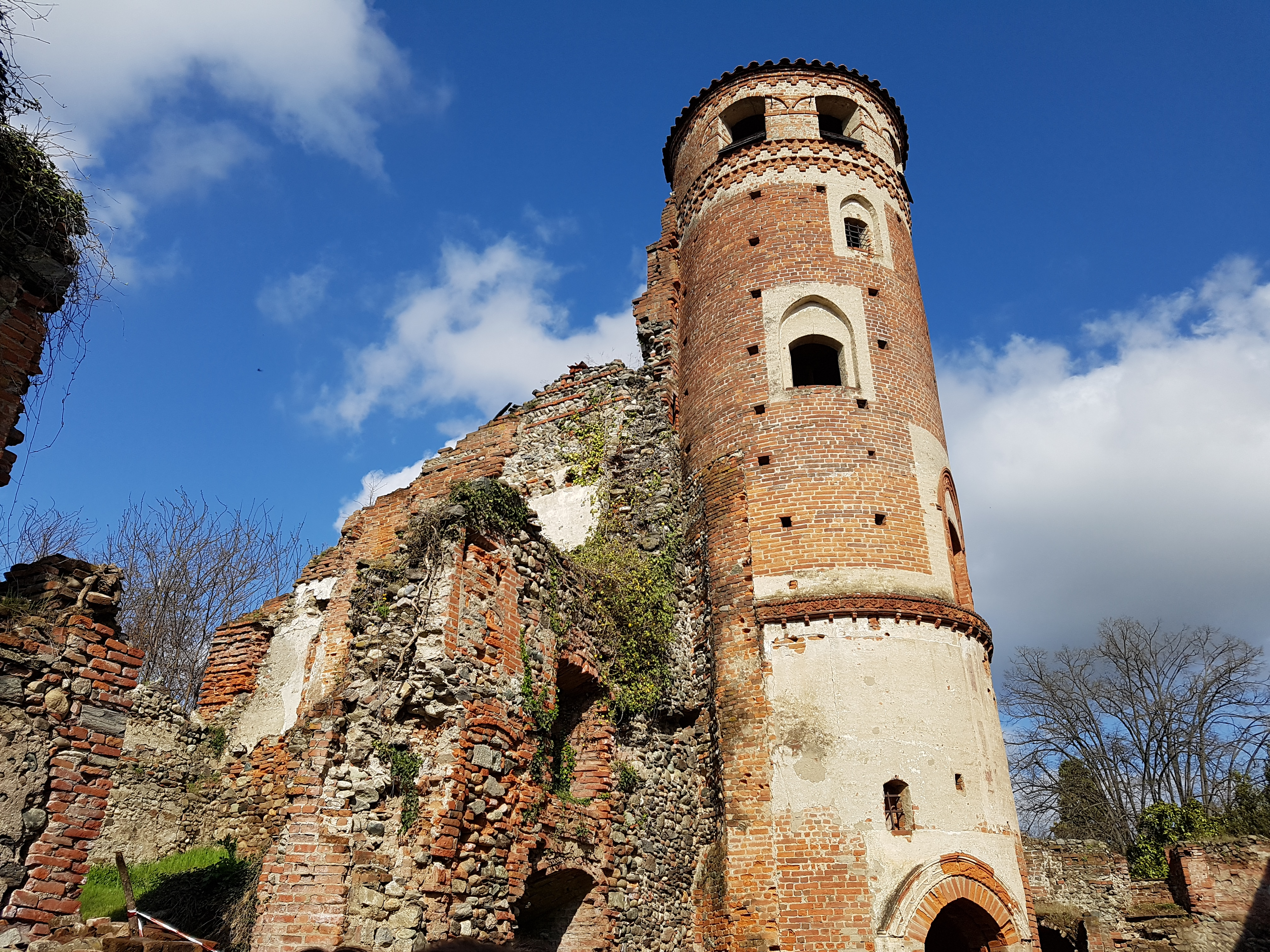
Castello

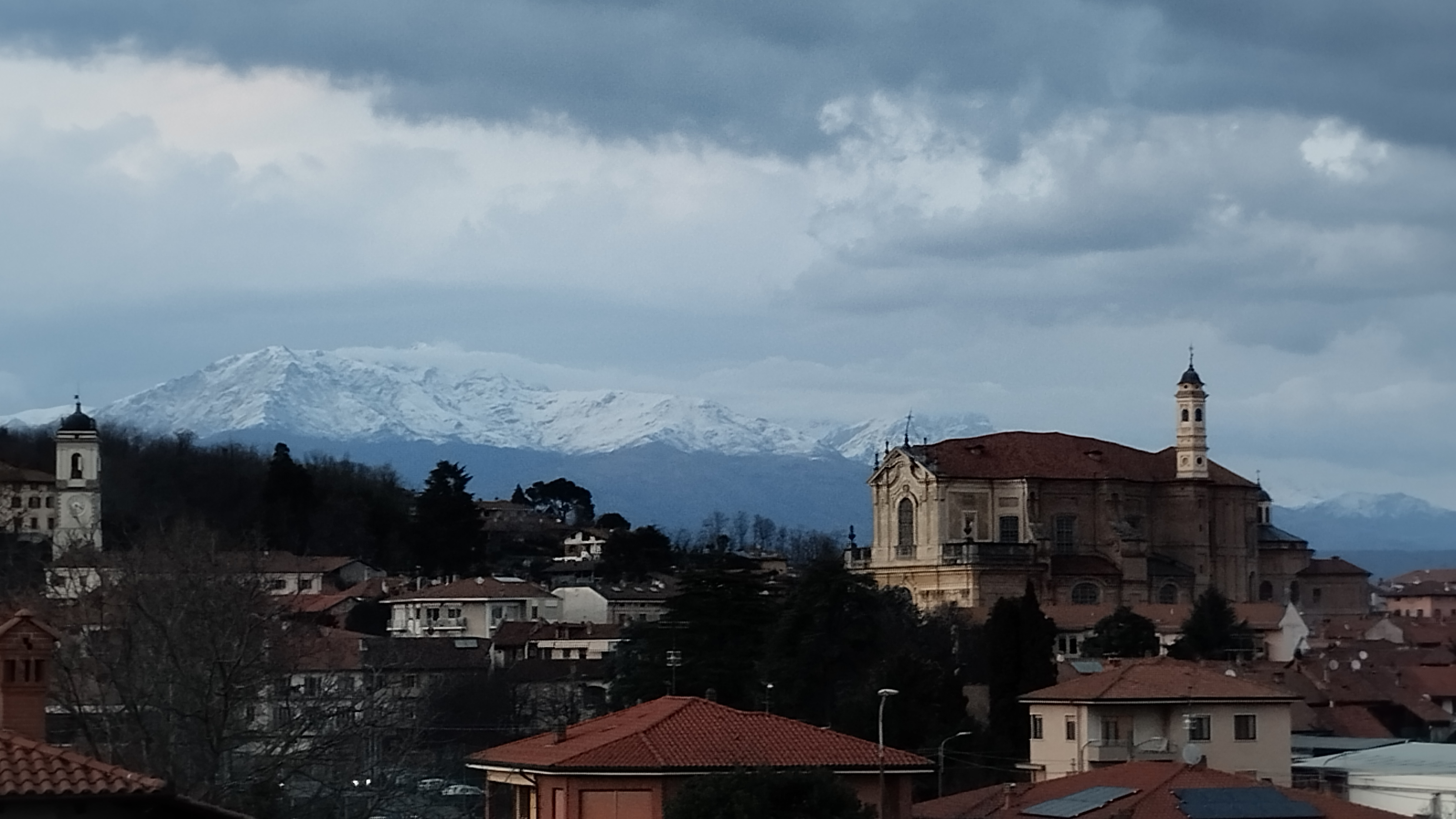
St. Michele und St. Solutore Kirche und Rathaus von Strambino

- Villa del Rosario